# Daemon Hunt
Daemon Hunt, född 15 maj 2002, är en kanadensisk professionell ishockeyback som är kontrakterad till Minnesota Wild i National Hockey League (NHL) och spelar för Iowa Wild i American Hockey League (AHL).
Han har tidigare spelat för Moose Jaw Warriors i Western Hockey League (WHL).
Hunt draftades av Minnesota Wild i tredje rundan i 2020 års draft som 65:e spelare totalt.

## Statistik
| 2015–2016  | Brandon Wheat Kings U15 |            | 32  | 5  | 29 | 34 | 28 | 3 | 0 | 4 | 4 | 2 |
| 2016–2017  | Brandon Wheat Kings U15 |            | 36  | 22 | 38 | 60 | 38 | — | — | — | — | — |
| 2017–2018  | Brandon Wheat Kings U18 | MMJHL      | 40  | 4  | 36 | 40 | 32 | 9 | 0 | 1 | 1 | 2 |
|            | Moose Jaw Warriors      | WHL        | 9   | 1  | 1  | 2  | 2  | 2 | 0 | 0 | 0 | 0 |
| 2018–2019  | Moose Jaw Warriors      | WHL        | 57  | 7  | 13 | 20 | 10 | 4 | 0 | 0 | 0 | 0 |
| 2019–2020  | Moose Jaw Warriors      | WHL        | 28  | 0  | 15 | 15 | 17 | — | — | — | — | — |
| 2020–2021  | Virden Oil Capitals     | MJHL       | 3   | 3  | 2  | 5  | 2  | — | — | — | — | — |
|            | Moose Jaw Warriors      | WHL        | 23  | 8  | 10 | 18 | 11 | — | — | — | — | — |
|            | Iowa Wild               | AHL        | 6   | 1  | 0  | 1  | 0  | — | — | — | — | — |
| 2021–2022  | Moose Jaw Warriors      | WHL        | 46  | 17 | 22 | 39 | 41 | 1 | 0 | 0 | 0 | 0 |
| 2022–2023  | Iowa Wild               | AHL        | 59  | 2  | 9  | 11 | 14 | 2 | 0 | 1 | 1 | 0 |
| 2023–2024  | Minnesota Wild          | NHL        | 1   | 0  | 0  | 0  | 0  | — | — | — | — | — |
|            | Iowa Wild               | AHL        | 4   | 0  | 0  | 0  | 7  | — | — | — | — | — |
| NHL totalt | NHL totalt              | NHL totalt | 1   | 0  | 0  | 0  | 0  | — | — | — | — | — |
| AHL totalt | AHL totalt              | AHL totalt | 69  | 3  | 9  | 12 | 21 | 2 | 0 | 1 | 1 | 0 |
| WHL totalt | WHL totalt              | WHL totalt | 163 | 33 | 61 | 94 | 81 | 7 | 0 | 0 | 0 | 0 |

### Internationellt
| Källa: Uppdaterad: 2023-10-28 | Källa: Uppdaterad: 2023-10-28 | Källa: Uppdaterad: 2023-10-28 |         | Utv = Utvisningsminuter | Utv = Utvisningsminuter | Utv = Utvisningsminuter | Utv = Utvisningsminuter | Utv = Utvisningsminuter |
| År                            | Lag                           | Mästerskap                    | Matcher | Mål                     | Assists                 | Poäng                   | Utv                     |                         |
| ----------------------------- | ----------------------------- | ----------------------------- | ------- | ----------------------- | ----------------------- | ----------------------- | ----------------------- | ----------------------- |
| 2019                          | Kanada                        | U18-VM                        | 5       | 0                       | 0                       | 0                       | 0                       |                         |
| 2019                          | Kanada                        | Hlinka Gretzky                | 7       | 0                       | 1                       | 1                       | 0                       |                         |
| Junior totalt                 | Junior totalt                 | Junior totalt                 | 12      | 0                       | 1                       | 1                       | 0                       |                         |